# Sí, soy llanero
Sí soy llanero es el nombre del primer álbum de estudio de la agrupación colombiana de música llanera Cimarrón. 
Esta producción discográfica de 2004 fue nominada a los premios Grammy en la categoría de Mejor Álbum Tradicional de Músicas del Mundo.

## Grabación
El álbum fue producido por Carlos “Cuco” Rojas, arpista y fundador de Cimarrón, y Daniel Sheeny, director del sello discográfico sin fines de lucro Smithsonian Folkways Recordings.
Fue grabado por Pete Reinger en Audio Producciones Patrick Mildenberg, en Bogotá (Colombia). Reinger también mezcló el álbum en Smithsonian Folkways.
La masterización estuvo a cargo de Charlie Pilzer, en Airshow Mastering, en Springfield (Virginia).

## Promoción y giras
Los temas de este álbum fueron interpretados en vivo por Cimarrón en escenarios como el Smithsonian Folkways Festival (Washington), el National Cowboy Poetry Gathering (Elko, Nevada) y la Feria Internacional del Libro de Panamá.

## Nominación a los Grammy
Sí, soy llanero fue nominado a Mejor Álbum de Músicas del Mundo en la edición 47 de los Premios Grammy. 
Durante la ceremonia de Staples Center (Los Ángeles), el 13 de febrero de 2005, se anunció como ganador al grupo de música coral sudafricano Ladysmith Black Mambazo.

## Lista de temas
1. Llanero sí soy llanero.
2. Los diamantes.
3. Pajarillo.
4. Un llanero de verdad.
5. Los Merecures.
6. Y soy llanero.
7. Seis por derecho.
8. Numerao
9. El gaván restiao.
10. Quitapesares.
11. Atardecer en Arauca.
12. Zumbaquezumba.
13. María Laya.
14. Puerto Carreño.
15. Se me murió mi caballo.
16. Las tres damas.
17. Soy llanero pelo-liso.
18. Pajarillo.

## Músicos
- Ana Veydó (Voz líder).
- Carlos “Cuco” Rojas (Arpista y compositor).
- Luis Eduardo Moreno “El Gallito Lagunero” (Voz).
- Yesid Benites Sarmiento (Bandola).
- Omar Edgar Fandiño Ramírez (Maracas).
- Wilton Ernesto Games Balcárcel (Coplero).
- Hugo Antonio Molina Martínez (Bandola).
- Pedro Libardo Rey Rojas (Cuatro).
- Ricardo Zapata Barrios (Bajo).